# Mundo de Aventuras
Mundo de Aventuras foi uma revista portuguesa de banda desenhada. Iniciou a sua publicação em 18 de Agosto de 1949. Sairam 1841 números até 15 de Janeiro de 1987, data em que se publicou pela última vez.
Começou por ser uma revista com histórias em continuação, publicando, na sua primeira fase, essencialmente banda desenhada norte-americana.
No seu primeiro número iniciou com a publicação das séries Steve Canyon, Rip Kirby, Flash Gordon, Brick Bradford, Barney Baxter, Johnny Hazard e Alley Oop.
Iniciou também a publicação das histórias João dos Mares, As aventuras de Dick e Capitão Águia.

## As diferentes fases da revista
A revista teve duas séries de numeração. A primeira durou até ao nº 1252, saído em 20 de Setembro de 1973. A partir dessa data, houve um renumeração da revista até ao seu final, no número 589, saído em 15 de Janeiro de 1987.

## Os directores
Fase 1:
Mário de Aguiar e José de Oliveira Cosme
Fase 2:
Vitoriano Rosa e António Verde